# Violakonsert
Violakonsert är en förkortning för Konsert för viola och orkester. En sådan är ett oftast relativt omfångsrikt verk för virtuos violasolist och symfoniorkester. Flera berömda tonsättare har skrivit verk i genren. De mest kända violakonserterna är komponerade av Bartók, Gubajdulina, Hindemith, Penderecki, Schnittke och Walton. Svenska tonsättare som komponerat violakonerter är bland andra John Fernström, Erland von Koch, Gösta Nystroem, Allan Pettersson och Hilding Rosenberg.
Violakonsertens form kan variera beroende på i vilken epok och stil den är komponerad. Före 1900-talet var violakonserter ovanliga, framförallt beroende på den låga tekniska nivån på dåtidens violaster. Bland de tidiga violakonserterna finns dock verk av bland andra Hoffmeister, Stamitz, Telemann samt Vanhal. Under 1900-talet har emellertid antalet tonsättare som komponerar violakonserter ökat kraftigt. 
Ibland kan man med violakonsert även avse en komposition för violasolist och orkester där violasolisten har en utpräglad solistroll även om kompositionen bär ett annat namn. Exempelvis kan Berlioz symfoni Harold i Italien av somliga benämnas som en violakonsert medan andra menar att den inte är det. Solisten i en violakonsert behöver nödvändigtvis inte ackompanjeras av en symfoniorkester, utan i vissa fall kan till exempel en stråkorkester eller blåsorkester kontrastera solisten även om detta vanligen preciseras i verkets titel.